# Streefkerk
Streefkerk ist ein Ort in der Provinz Südholland in den Niederlanden. Streefkerk gehört seit der kommunalen Neugliederung 2019 zur Gemeinde Molenlanden. Von 2013 bis 2019 gehörte es zur Gemeinde Molenwaard; davor war es seit 1986 Teil von Liesveld. Im Jahr 2017 zählte der Ort 939 Wohnungen auf einer Gesamtfläche von 16,7 km².

## Einwohner

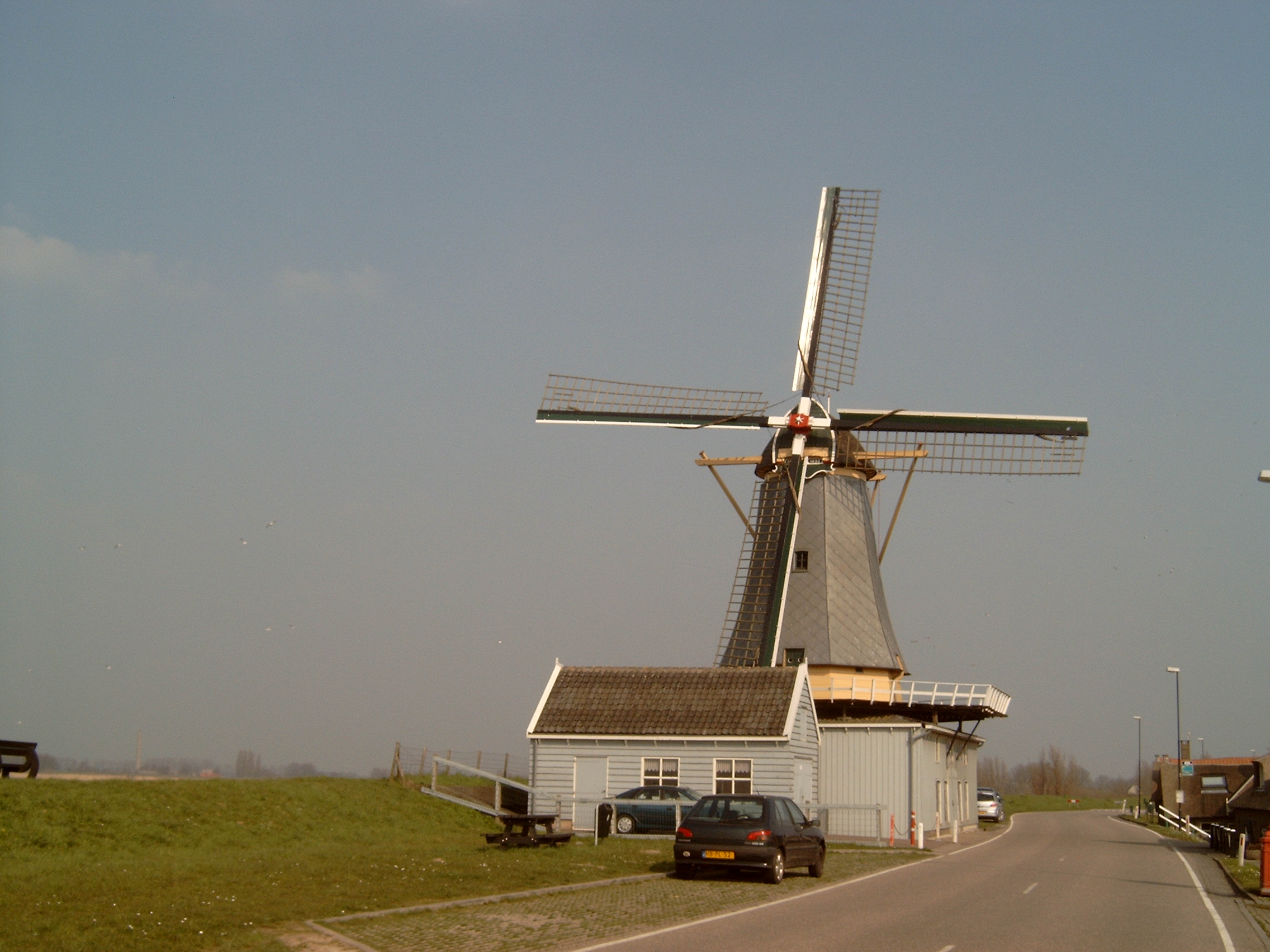
Mühle in Streefkerk

- 2001: 2.460 Einwohner
- 2005: 2.600 Einwohner
- 2009: 2.600 Einwohner
- 2013: 2.500 Einwohner
- 2017: 2.480 Einwohner
- 2021: 2.515 Einwohner